# 越知山
越知山（おちさん）は、福井県福井市と、丹生郡越前町の境にある標高612.5mの山。
古くから白山、日野山、文殊山、蔵王山とともに越前五山の一つに数えられてきた。
泰澄が幼少の頃夢のお告げにより、青年まで修行したと伝わる北陸最古の修験霊場として伝わる。山頂は越知神社、奥之院

## 越知神社
山頂室堂周辺には越知神社があり、多くの参拝客が訪れる。
- 別山神社 - 現在は大谷寺に移された泰澄越知大権現の一つ聖観音を祀っていた。
- 日宮神社 - 神仏分離まで不動明王を祀り護摩堂であった。
- 室堂 - 山伏の宿泊所で、現在は社務所となっている
- 霊水殿池 - 580ｍにある15ｍ×21ｍの池、織田信長の乗馬が落ちたことが由来とされている。
- 御膳水 - 殿池の隅にある井戸、泰澄が祈願し湧出したと言われている。別名「若返りの水」
- 太師堂 - 江戸時代作の木造泰澄大師坐像が安置されている。
- 千体地蔵堂 - 1860年（万延元年）造営、柴田勝家、歴代福井藩主、由利公正等の寄進が残る。
- 神宝庫 - 元女人堂山頂はかつて女人禁制であった。
- 臥行者旧跡 - 白山の遥拝場であった、行者が伏せながら修行したことからその名が残る。
- 奥之院 - 1976年（昭和51年）再建 越知大権現の三の宮[2]。

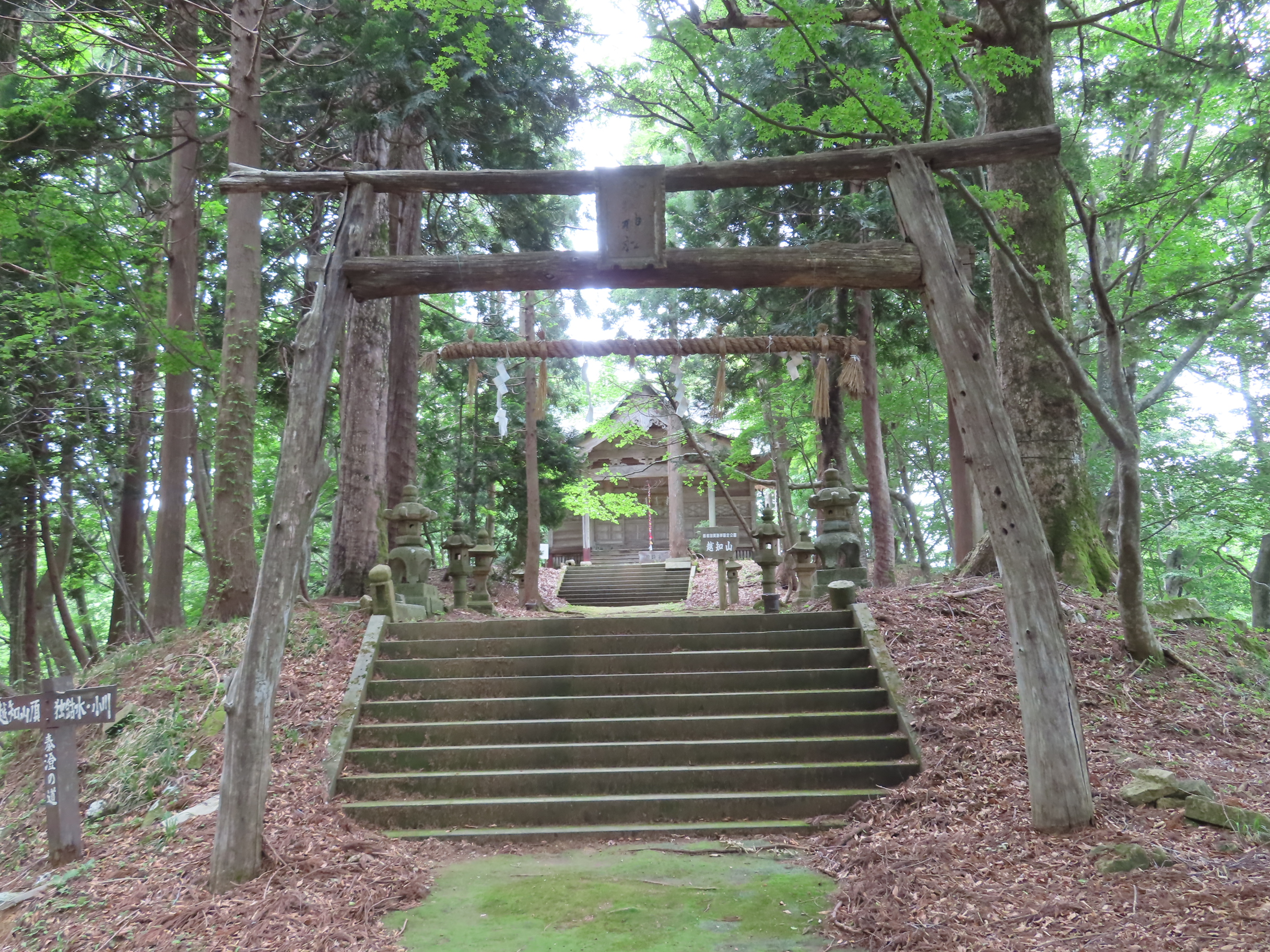
鳥居
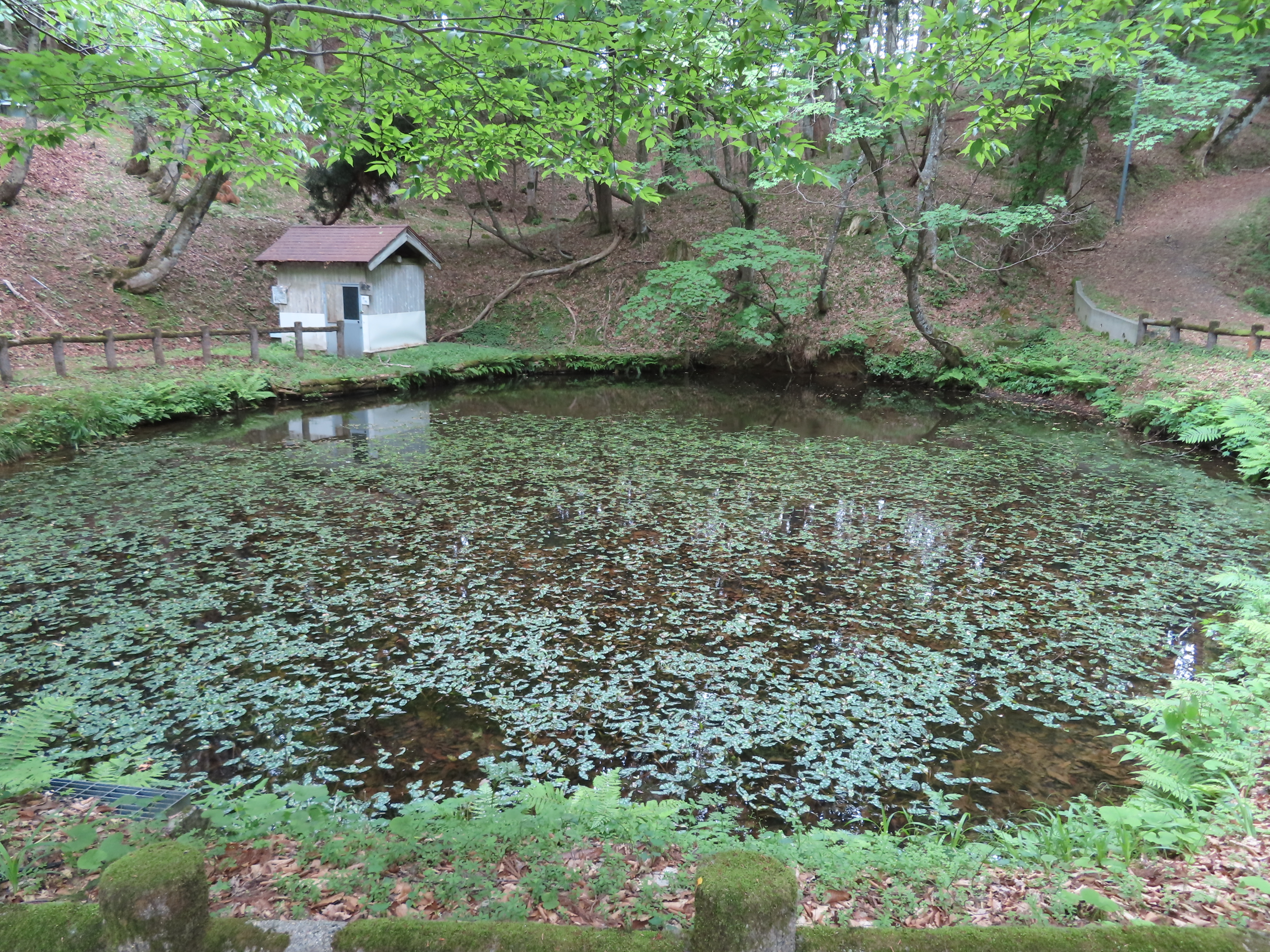
殿池
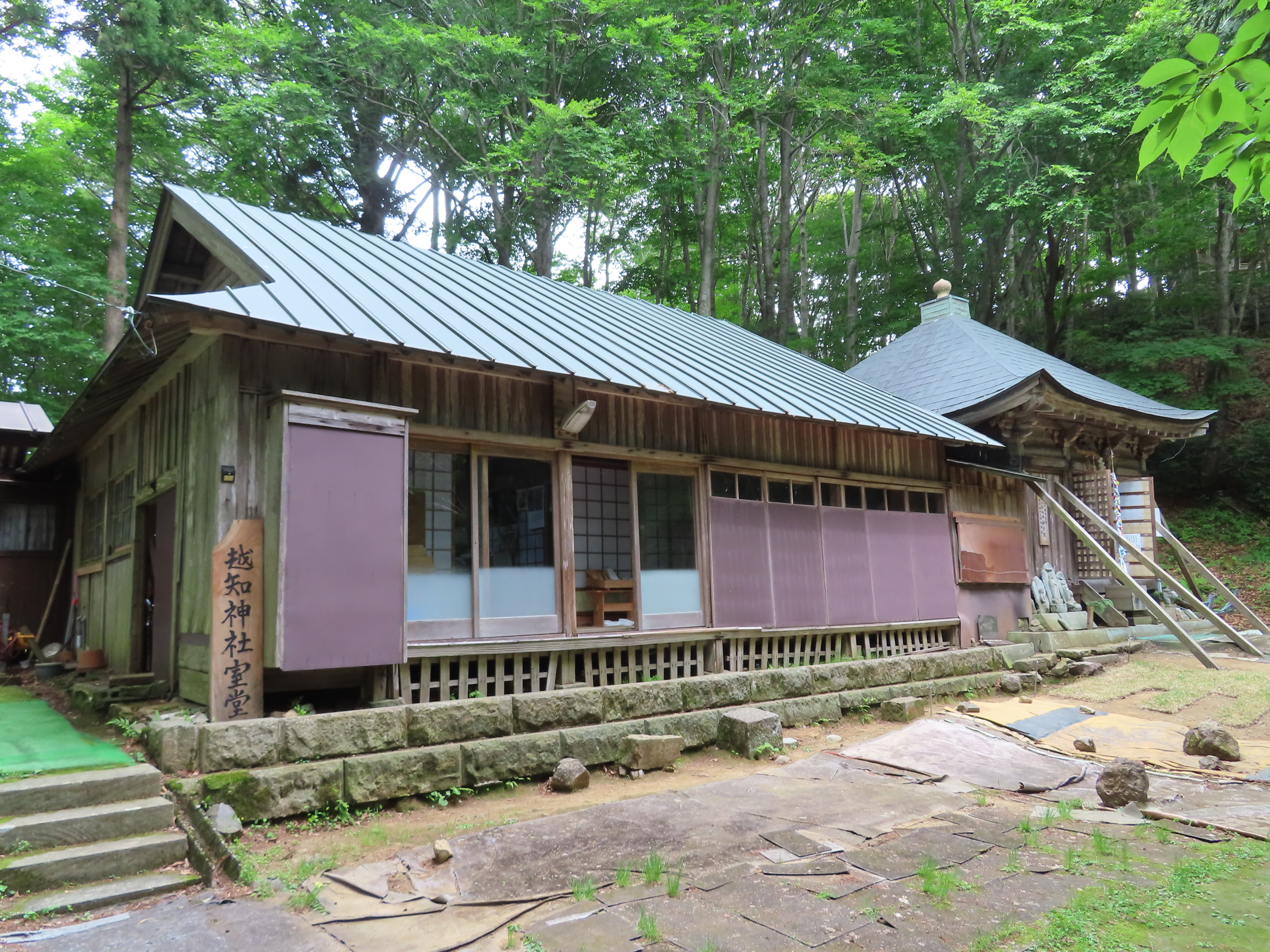
室堂（左）と護摩堂（右）
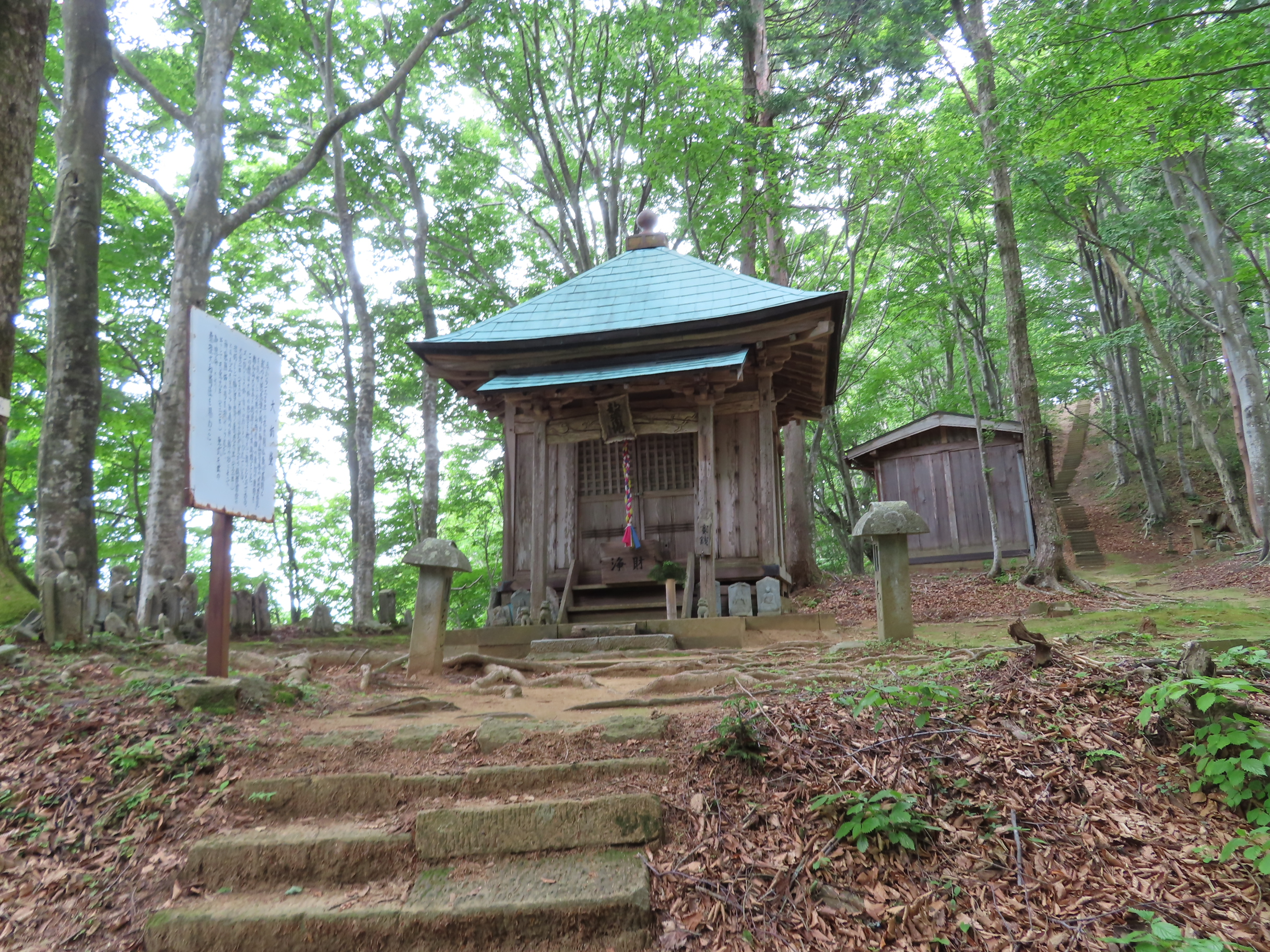
太師堂
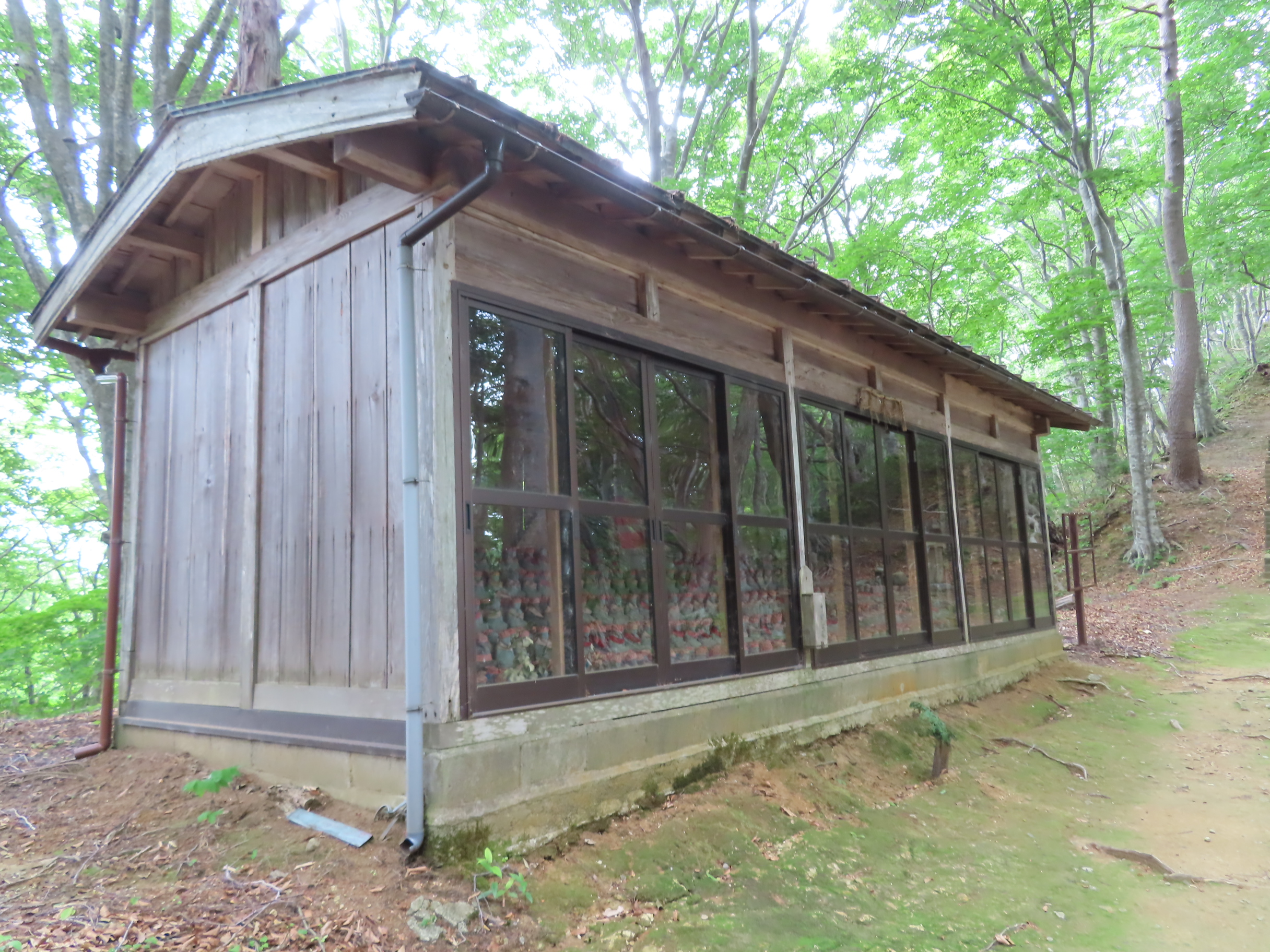
千体地蔵堂
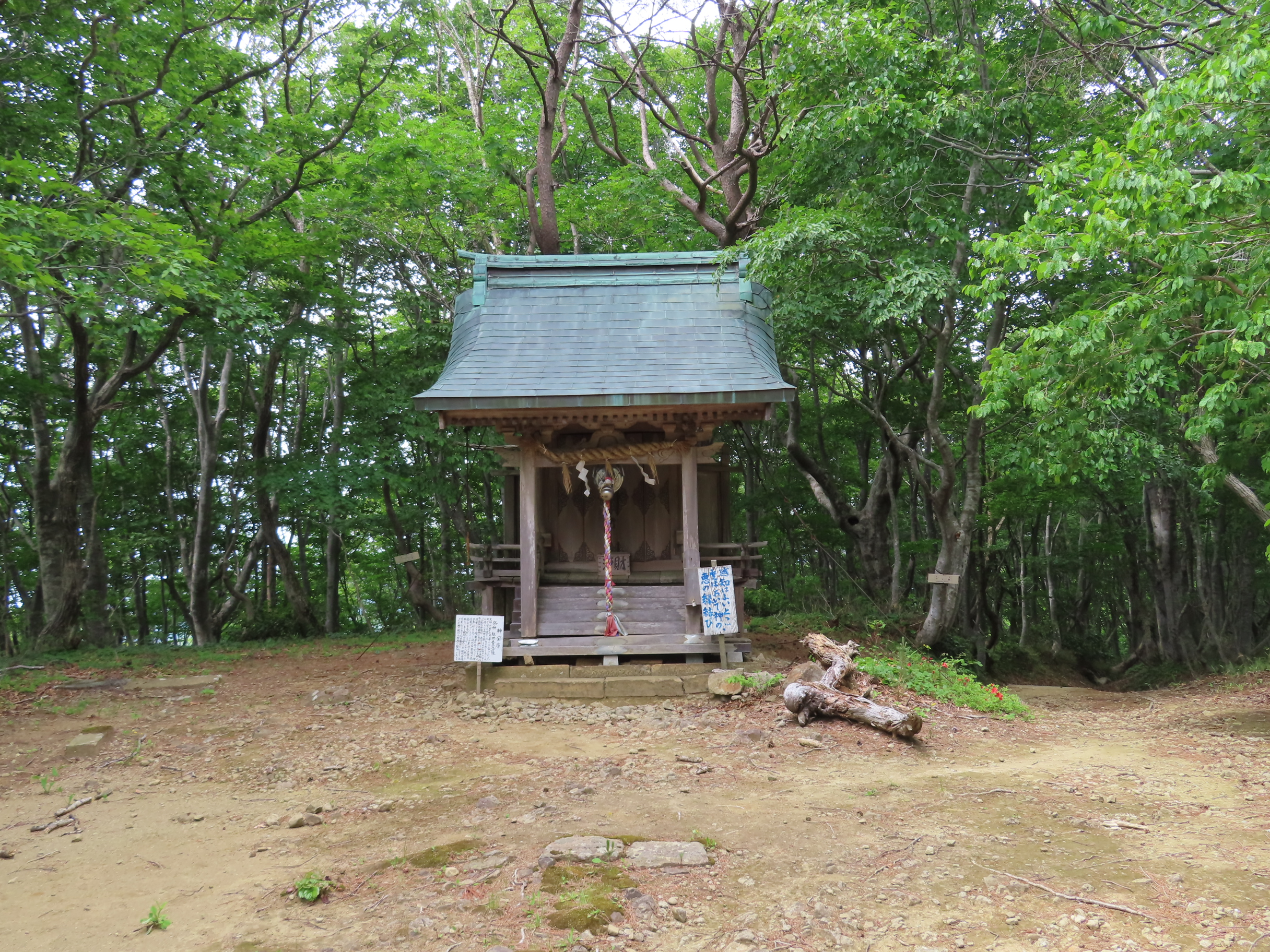
神宝庫
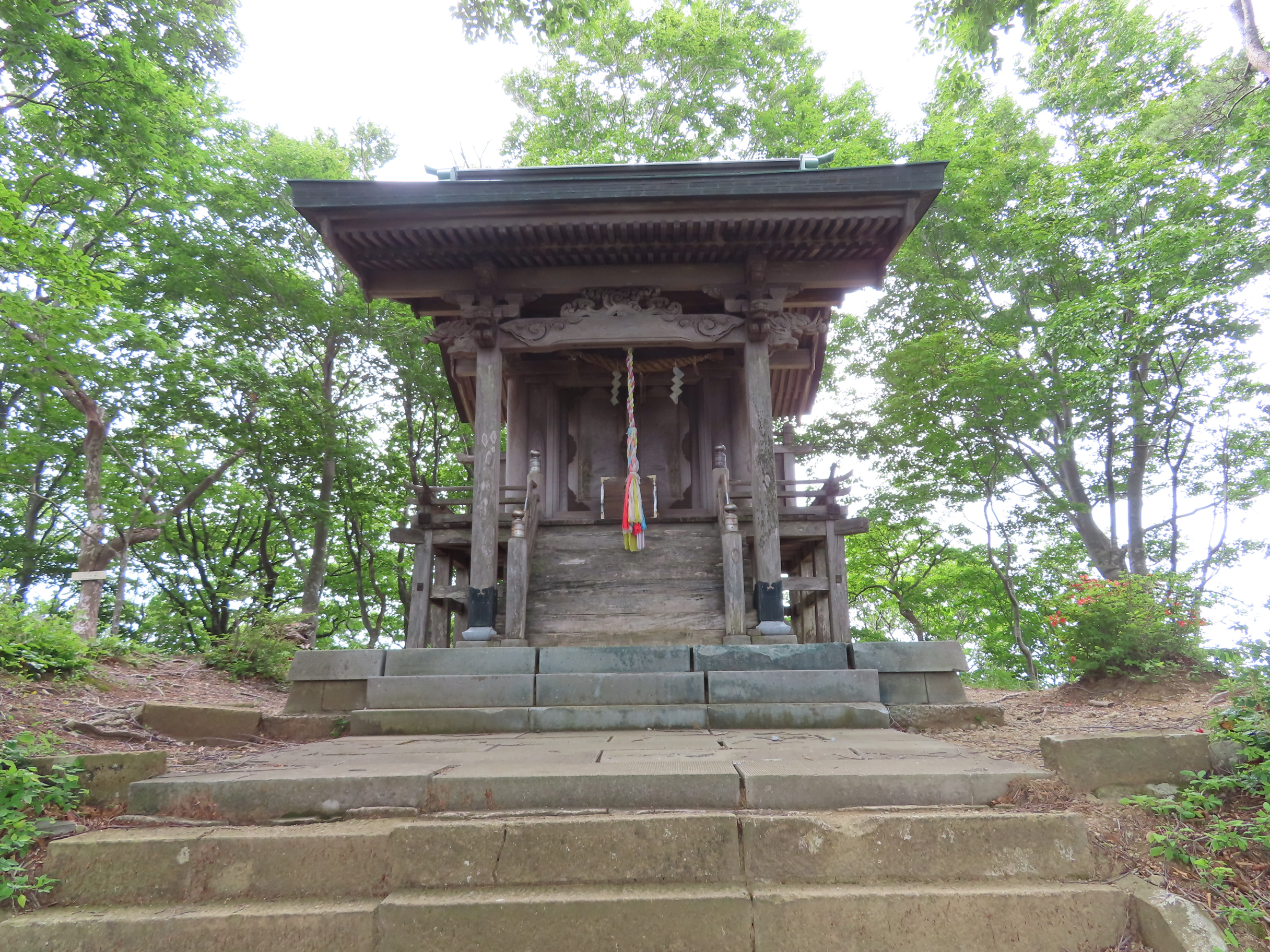
奥之院

## 近隣の滝等
- 幣ヶ滝 - 武周ヶ池上流 高さ15m 5mの滝壷と、坐禅石がある。
- 独鈷水 - 泰澄が岩肌を独鈷で一突きにしたところ湧出したと伝わる清水。
- 白瀧 - 高さ15m、上流には洞窟があり須恵器が発見された。
- 布ヶ滝 - 高さ70m 行者の水行の場所

## 登山道
山頂へは、福井県道6号福井四ヶ浦線の尼ゲ谷分岐から林道で越知神社手前まで車で登り徒歩10分。
国道365号より福井県道3号福井大森河野線の越前町丸山から越前西部広域基幹林道3号線で花立峠より1時間
福井県道184号別所朝日線奥糸生多目的集会施設より2時間

### 周辺の主な山
- 文殊山
- 白山
- 六所山
- 日野山
- 泰澄

## その他
- 公共の温泉施設「泰澄の杜」[3]付近には越知神社神宮寺の遺構が残る。
- 越前加賀海岸国定公園に指定されている。